# Ocotal (Guichicovi)
Ocotal es una localidad del estado mexicano de Oaxaca, localizada en el istmo de Tehuantepec y en el municipio de San Juan Guichicovi, siendo la tercera localidad mas poblada, solo detrás de la cabecera municipal y Santa Ana.

## Ubicación
La localidad está ubicada al norte del municipio a 7 km en dirección este de la cabecera mmunicipal, siguiendo la brecha carretera. En las coordenadas geográficas 16°56′59″N 95°7′48″O / 16.94972, -95.13000.